# اوتو لانر
اوتو لانر (انگلیسی: Otto Lehner; ۲۰ اوت ۱۸۹۸ – ۱۹۷۷ (۷۸−۷۹ سال)) دوچرخه‌سوار اهل کشور سوئیس بود. او در بازی‌های المپیک تابستانی ۱۹۲۴ حضور داشت.